# Indoribates vindobonensis
Indoribates vindobonensis är en kvalsterart som först beskrevs av Rainer Willmann 1935.  Indoribates vindobonensis ingår i släktet Indoribates och familjen Haplozetidae.

## Underarter
Arten delas in i följande underarter:
- I. v. vindobonensis
- I. v. curtipilis